# Holmølle
Holmølle (dansk) eller Hollmühle (tysk) er en landsby beliggende ved Egebjerg Å vest for Strukstrup i det sydvestlige Angel i Sydslesvig. Administrativt hører Holmølle under Strukstrup Kommune i Slesvig-Flensborg kreds i den nordtyske delstat Slesvig-Holsten. I kirkelig henseende hører landsbyen til Strukstrup Sogn. Sognet lå i Strukstrup Herred (Gottorp Amt, Sønderjylland), da området tilhørte Danmark. En mindre del med den vest for åen beliggende gård Stade samt en enkel kro hørte dog tidligere under Ølsby Sogn.
Holmølle er første gang nævnt 1649. Stednavnet er sammensat af hol (oldnordisk hol(r), svarende til hul på moderne dansk) og mølle. Navnet udtaltes i folkesproget Hålmøhl. Navnet minder om en tidligere vandmølle ved Egebjerg Å. Åen, der også omtales som Ølsby Å, løber mod Balle (Bellig) og munder efter få km i Vedelbæk (Vedelspang Å). Tidligere fandtes der i landsbyen tillige et farveri. Ellers nævntes der en gård, 13 kådnersted og en kro, som tidligere hørte enten under Strukstrupherred, Sankt Hans Kloster eller Gråklosteret i Slesvig. 1843 kom der en hollændermølle til. I årene 1888-1967 fandtes der et lille mejeri. Landsbyen er omgivet af Kallesdam, Årup (Arup), Ravnholt (Rabenholz), Koltoft, Balle (Bellig) og Ølsby. 